# 305-та артилерійська бригада (РФ)
305-та артилерійська Гумбінненська ордена Червоної Зірки бригада — артилерійське з'єднання Сухопутних військ Збройних сил Російської Федерації. Бригада дислокується у місті Уссурійськ, село Покровка Приморського краю.
Умовне найменування — Військова частина № 39255 (в/ч 39255). Скорочена найменування — 305-а абр.
З'єднання знаходиться в складі 5-ї загальновійськової армії Східного військового округу.

## Історія
20-й гарматний артилерійський полк особливої потужності (20-й гап ОП) було створено 14 грудня 1944 року базі 406-го окремого важкого гарматного артилерійського дивізіону (406-й овгадн) і 8-ї окремої гарматної батареї (8-а огбатр).
Полк застосовувався на війні з 14 грудня 1944 року по 9 травня 1945 року й 9 серпня по 3 вересня 1945 року.
Війну 20-й гап закінчив на Далекому Сході, де брав участь в радянсько-японській війні в складі 5-ї армії.
У 1960-і роки 20-й гарматний артилерійський полк переформовано на 305-у артилерійську бригаду.